# Heterocythereis
Heterocythereis är ett släkte av kräftdjur som beskrevs av Elofson 1941. Heterocythereis ingår i familjen Hemicytheridae.
Släktet innehåller bara arten Heterocythereis albomaculata.